# Nymphe et Satyre
Nymphe et Satyre – ou Jupiter et Antiope – est un tableau réalisé par le peintre français Antoine Watteau vers 1715-1716. Cette huile sur toile de format ovale est une peinture mythologique qui représente un satyre découvrant une nymphe endormie dans la nature. Il s'agit vraisemblablement de Jupiter surprenant Antiope alors qu'il est métamorphosé. Payée par Léopold-Philippe d'Arenberg en mai 1717, l'œuvre est léguée par Louis La Caze au musée du Louvre, à Paris, en 1869.